# Oran M. Roberts
Oran Milo Roberts (9 de julho de 1815 — 19 de maio de 1898) foi 17º governador do Texas, de 21 de janeiro de 1879 a 16 de janeiro de 1883.